# Stary Ratusz w Gnieźnie
Stary Ratusz w Gnieźnie – budynek, który mieści współcześnie siedzibę Urzędu Stanu Cywilnego, Biura Rady Miasta, Domu Powstańca Wielkopolskiego oraz Informacji Turystycznej. Budynek został wybudowany w roku 1830 w stylu klasycystycznym, według projektu Schildnera, następnie rozbudowany w latach 1899 i 1916. Na piętrze ratusza znajduje się Sala Kryształowa, w której odbywają się Uroczyste Sesje Rady Miasta Gniezna. W sali umieszczony jest również herb Gniezna. Ratusz mieści się przy ulicy Bolesława Chrobrego. Został wpisany do rejestru zabytków 5 maja 2000 roku.
27 listopada 2018 roku przed elewacją frontową Starego Ratusza stanął posąg króla Bolesława Chrobrego, będący częścią gnieźnieńskiego Traktu Królewskiego.
W grudniu 2018 roku zakończyła się także gruntowna rewitalizacja i częściowa przebudowa budynku. Na inwestycję kosztującą w sumie 10 mln zł Miasto Gniezno pozyskało dofinansowanie z Unii Europejskiej w wysokości 6 mln zł. Oprócz siedziby Urzędu Stanu Cywilnego i Biura Rady Miasta, od 2019 roku w Starym Ratuszu mieści się także Dom Powstańca Wielkopolskiego oraz Powiatowe Centrum Informacji Turystycznej. Pozostałe pomieszczenia po rewitalizacji wykorzystywane są na cele kulturalne przez Miejski Ośrodek Kultury w Gnieźnie.

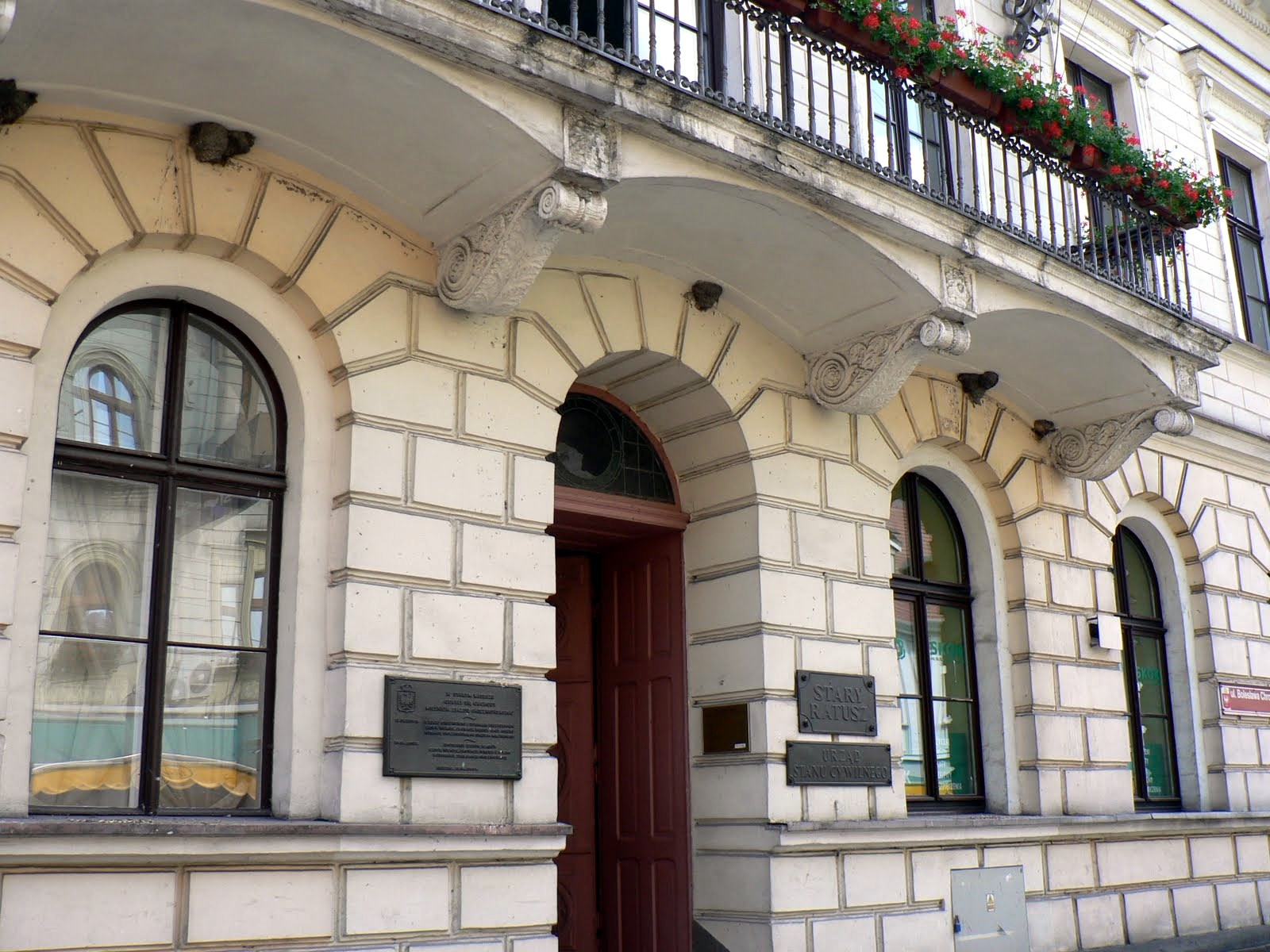
wejście do budynku
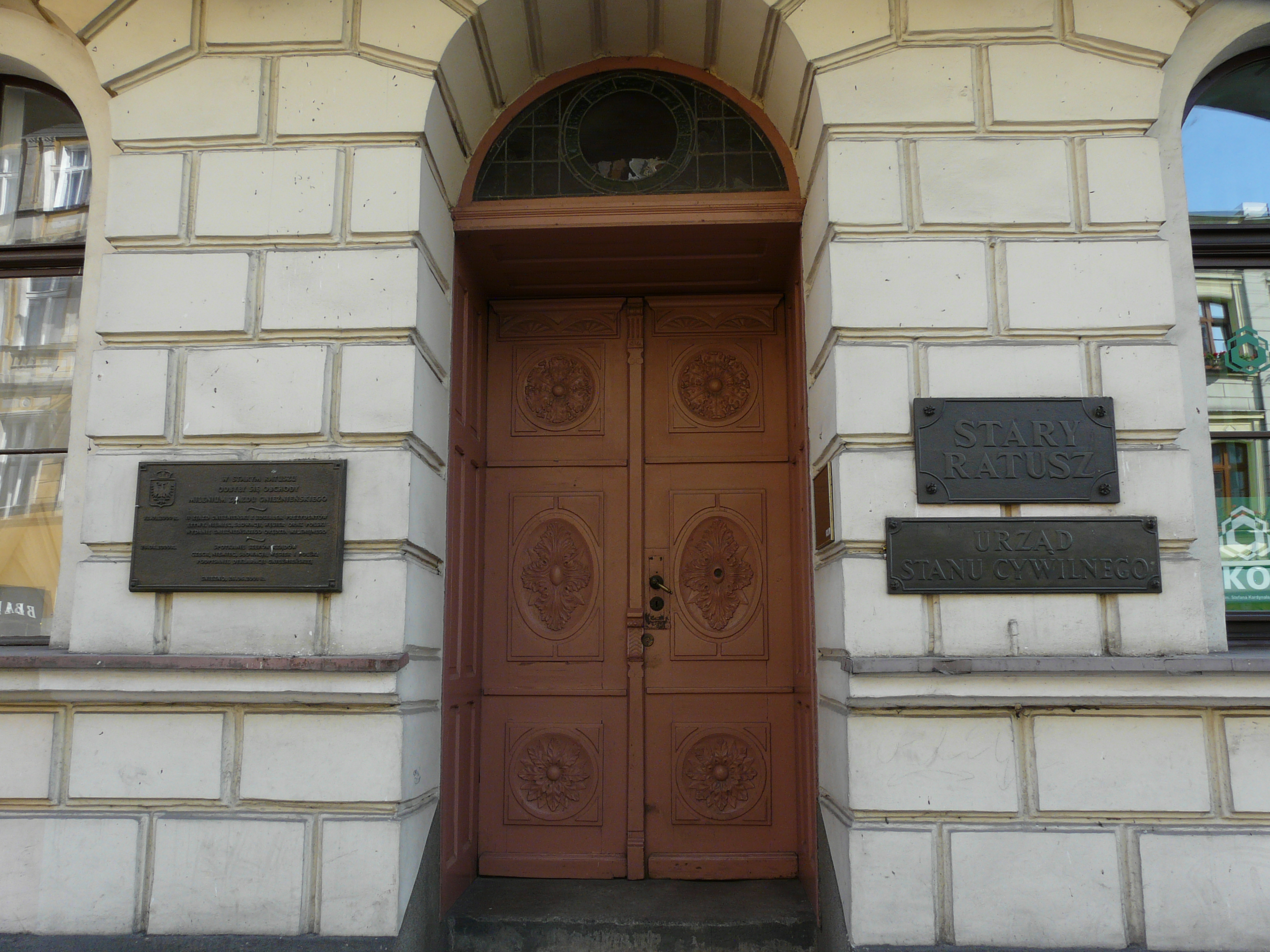
drzwi wejściowe